# Cinema do Acre
O cinema do Acre retrata o quadro de produção e exibição cinematográficas no estado brasileiro do Acre. O cinema é uma das manifestações artísticas no estado e faz parte da cultura da acreana.
Entende-se por cinema do Acre, aquele realizado no estado, com, pelo menos, parte dos recursos de produção locais e com diretor acreano ou radicado no Acre.

## História
O movimento de cinema no Acre teve um crescimento a partir da  criação do Estúdio Cinematográfico Amador de Jovens Acreanos (Ecaja), assim reconhecida como entidade pública em 1988 e fundada pelos cineastas Antônio Evangelista, o Tonivan, Adalberto Queiroz e Teixeirinha do Acre.
O ínicio teve um grupo pequeno de oito a dez pessoas e depois chegando a ter mais de 60 integrantes. O o 1° Festival de Cinema Acreano em película super 8 realizado no Acre ocorreu em 1979, quando o a dupla de cineastas Binho Marques (ex-governador) e Silvio Margarido venceu o prêmio com o filme “Xadrez”.
Entre 1982 a 1986 não houve produção de filmes no Acre por que foi quando saiu o super 8 do mercado e chegou uma nova tecnologia, o VHS, onde os cineastas acreanos não tinham dinheiro pra comprar por que era caro. Isso só veio no início de 1987.
O primeiro filme acreano, produzido pela Ecaja, foi Fracassou Meu Casamento foi filmado na cidade de  Brasiléia, com o apoio então deputado  Wildy Viana das Neves, que doou um projetor gravador para produzir todos os filmes realizados em película durante a década de 70.
O primeiro filme acreano a utilizar a  Lei de Incentivo à Cultura do Município de Rio Branco
foi "Menina Mãe" foi idealizado pela professora Mazé Oliveira, adaptado e dirigido por Adalberto Queiroz, em 1997.